# A barátnő (opera)
A barátnő (olaszul Amica) Pietro Mascagni kétfelvonásos operája. A mű librettóját Paul Choudens francia zenekiadó írta Paul Bérel álnéven. Magyarországon még nem játszották.

## A mű keletkezésének története
Paul Choudens párizsi kiadó 1904 elején kereste meg Mascagnit és kötött vele szerződést egy opera megírására. Choudens maga írta a librettót, amelyet májusban át is adott a zeneszerzőnek. Mascagni, Guido Menasci segítségével átírta a szövegkönyvet, és A barátnő partitúrája készen állt november végére. Az operát 1905. március 16-án mutatták be Monte Carlóban, a legjobb francia nyelvű énekesek előadásában. A bemutató hatalmas siker volt, a közönség és a kritika (francia és olasz egyaránt) kedvezően fogadta a művet. Sikerének bizonyítéka, hogy a következő évadban 18 olasz színházban mutatták be a művet. Rómában május 13-án mutatták be, a Teatro Costanziban. Az előadás azonban rendkívül rosszul sikerült: a színpadi gépezet elromlott, a tenor rosszul énekelt. Előzetes sikerei ellenére A barátnő nem bizonyult időtállónak, ugyanis a drága szcenikát igénylő, egy óránál alig hosszabb opera nem bizonyult jövedelmezőnek. Mascagni körútra indult, hogy a kisebb, vidéki színházakban népszerűsítse művét, 1908 végén pedig elkezdett dolgozni következő művén.

## Szereplők
| Szerep       | Hangfekvés |
| ------------ | ---------- |
| Amica        | szoprán    |
| Giorgio      | tenor      |
| Renaldo      | bariton    |
| Camoine atya | Basszus    |
| Magdelone    | szoprán    |

## Cselekménye
A mű cselekménye a savoyai Alpokban játszódik 1900 körül. A barátnő egy klasszikus verista dráma. Két testvér (Giorgio és Renaldo) tragédiáját mutatja be, mindketten ugyanazt a nőt szeretik (Amica).